# ナウい
ナウいとは、「現代的」「流行に乗っている」などを意味する俗語である。この俗語は英語の「NOW」を形容詞化したもので、「ナウっちい」「ナウに行こう」などの用例や、「いまい」「ニューい」などの類義語がある。

## 経緯
この俗語は英語の「NOW」に由来し、ベトナム戦争の反戦運動の際に掲げられた「フリーダム・ナウ」というスローガンから「フリーダム」を削った上で用いられるようになったと推測される。『言語生活』1972年12月号によれば、当初は「NOWな」という表記のみが使用されていたが、次第に「ナウな」表記が上回るようになった。日本語学者の米川明彦によれば、「NOWな」や「ナウな」はいずれも広告業界を発信源とした俗語だが、外来語に対して「ナ形容詞」を用いる例はごく一般的なものだった。こうした中、1970年代後半になると、若者の間の言葉遊びの一環として「イ形容詞」を用いた「ナウい」が生まれ、その新奇さも相まって流行語となった。
1980年版の『現代用語の基礎知識』に掲載され、『朝日新聞』のコラム「天声人語」（1980年12月30日付）にも取り上げられるほどだったが、1979年前後の最盛期を境に急速に廃れていった。その理由について米川は、広く浸透したがために新鮮さを失い気恥ずかしい言葉と化したこと、この俗語の主な使用者が流行に敏感かつ熱しやすく冷めやすい若者であり彼らが死語扱いしたこと、高い年齢層の間ではブームの終息以降も使用されたため「中年以上が使う古くさい言葉」と見なされたことなどを挙げている。
「ナウい」は、1985年刊の『現代国語例解辞典』初版に掲載された（なお「ナウい」の元となった「ナウ」は1974年刊の『三省堂国語辞典』第二版に掲載されている）。平成期に発行された「ナウい」を収録する辞書では、1995年刊の『大辞泉』初版、『日本語大辞典』第二版、『大辞林』第二版に「現代的」「当世風」といった意味で掲載されている一方、1996年刊の加藤主税編による『おもしろ死語事典』では備考欄に「今使うと反対に田舎くさくなってしまう。」という記述がある。また新語辞典では、1994年刊の『コンサイスカタカナ語辞典』において見出し語「ナウ」に「『ナウいセンス』のようにも使われた」という過去形での記載がある。岩波書店刊の『広辞苑』では、ブーム終息後の2008年刊の第6版で初めて収録された。これまで10年に1度、改訂版が出版されるたびに掲載が検討されたものの、一過性のものとして見送られてきたが、編集者の「昔の流行語として認識されている」という判断により掲載が決まった。